# Sulfonylgruppe

Sulfonylgruppe (blau markiert) als Bestandteil eines Sulfons. R^{1} und R^{2} sind gleiche oder verschiedene Organyl-Reste.

Sulfonylgruppe ist in der organischen Chemie die Bezeichnung der funktionellen Gruppe –SO2–. Diese wird auch als Sulfongruppe bezeichnet. Die Stoffgruppe der Sulfonylgruppen tragenden chemischen Verbindungen wird als Sulfone bezeichnet.
Sulfonylverbindungen gehören zu den organischen Derivaten von Sauerstoffsäuren des Schwefels, bei denen die beiden organischen Reste direkt an das Schwefelatom gebunden sind. Die Sulfonylgruppe kann auch als instabiles freies Radikal auftreten.

## Beispiele für Sulfonylverbindungen
- Methylsulfonylmethan, Dimethylsulfon: CH3–SO2–CH3
- Ethylsulfonylmethan, Ethylmethylsulfon: CH3–CH2–SO2–CH3
- Ethenylsulfonylethen, Divinylsulfon: CH2=CH–SO2–CH=CH2

## Sulfurylverbindungen
In Verbindung mit Halogenen oder Amiden wird die Gruppe auch als Sulfurylgruppe bezeichnet, z. B.:
- Sulfurylchlorid: Cl–SO2–Cl
- Sulfuryldiamid: (Sulfamid) NH2–SO2–NH2